# Juillet 2009

## Faits marquants

### 1erjuillet
- Union européenne : la Suède prend la présidence du Conseil de l'Union européenne.
- France : baisse de la TVA dans la restauration, elle passe de 19,6 % à 5,5 %.

### 2 juillet
- Afghanistan : début de l'opération Coup de sabre dans le sud du pays ; 4 000 soldats américains et 650 soldats afghans sont engagés dans l'opération.
- Portugal : le ministre de l'Économie Manuel Pinho démissionne après avoir adressé des « cornes de cocu » à un député du Parti communiste portugais (PCP).

### 3 juillet
- France : un train Corail sur la ligne Paris-Cahors déraille près de Limoges après avoir heurté une remorque de foin tombé accidentellement sur la voie. L'incident fait treize blessés dont un grave.

### 4 juillet
- France : départ du 96e Tour de France cycliste à Monaco.
- France : mort de l'homme d'affaires Robert Louis-Dreyfus, actionnaire principal de l'Olympique de Marseille.

### 5 juillet
- Royaume-Uni/Tennis : Roger Federer gagne pour la sixième fois de sa carrière le tournoi de Wimbledon en battant en finale l'Américain Andy Roddick en 4h16 de jeu et en cinq sets très disputés. Il remporte ainsi son quinzième titre en Grand Chelem et devient le détenteur du record de victoires en tournoi du Grand Chelem.
- Chine : émeutes dans la province autonome du Xinjiang, dans le nord-ouest du pays, 156 morts et 1080 blessés.

### 6 juillet
- Portugal : le ministre des Finances, Teixeira dos Santos, est chargé de la direction du ministère de l'Économie à la suite de la démission de Manuel Pinho.

### 7 juillet
- États-Unis : cérémonie en hommage à Michael Jackson, au Staples Center de Los Angeles, devant 20 000 personnes, et diffusée en mondovision.
- VLC media player passe en version 1.0.0

### 8 juillet
- Italie/G8 (8 au 10 juillet) : 35e sommet du G8 à L'Aquila en Italie.

### 10 juillet
- France : Youssouf Fofana est condamné par la cour d'assises de Paris à la réclusion criminelle à perpétuité assortie d'une période de sûreté de 22 ans pour l'enlèvement et le meurtre à caractère antisémite d'Ilan Halimi.

### 11 juillet
- Ghana : première visite officielle de Barack Obama en Afrique, et plus précisément au Ghana.
- Portugal : du 11 au 20 juillet, deuxièmes Jeux de la Lusophonie à Lisbonne.

### 13 juillet
- France : violente manifestation contre l'évacuation d'un squat à Montreuil (Seine-Saint-Denis) au cours de laquelle un manifestant perd un œil à la suite d'un tir de lanceur de balle de défense.

### 14 juillet
- Union européenne : rentrée au Parlement européen à Strasbourg des eurodéputés élus lors des élections européennes de juin 2009.
- France : fête nationale française et 75e anniversaire de l'Armée de l'air française.

### 15 juillet
- France : une explosion dans une usine chimique Total à Carling (Moselle) fait 2 morts et 6 blessés.

### 16 juillet
- France : l'effondrement d'une scène prévue pour le concert de Madonna au stade Vélodrome à Marseille fait deux morts et huit blessés.

### 17 juillet
- Indonésie : double attentat à Jakarta.

### 18 juillet
- Henry Allingham meurt à 113 ans.

### 21 juillet
- Conquête de l'espace : 40e anniversaire du premier pas de l'Homme sur la Lune.
- Suisse : du 21 au 26 juillet : 34e édition du Paléo Festival Nyon.

### 22 juillet
- Astronomie : éclipse solaire totale, la plus longue[réf. nécessaire] du XXIe siècle.

### 23 juillet
- Kirghizistan : élection présidentielle au Kirghizistan. Le président sortant, Kourmanbek Bakiev, est réélu.

### 25 juillet
- Pologne : le 94e congrès mondial d'espéranto s'ouvre à Białystok, jusqu'au 1er août. Il est suivi par des participants venus de 61 pays et a pour thème « Créer un pont pacifique entre les peuples : Zamenhof aujourd'hui », pour célébrer les 150 ans de la naissance de Louis-Lazare Zamenhof, initiateur de l'espéranto.

### 26 juillet
- Élection présidentielle en Guinée-Bissau (2e tour).

 Sport 
- Catch : Night of Champions (2009)

### 29 juillet
- Espagne : à l'approche des 50 ans de sa création, ETA commet deux attentats, à Burgos (nord) (70 blessés) et Palmanova (Iles Baléares) (2 morts).